# Боривој Дедић
Боривој Дедић (Велики Бечкерек, 1942) српски је сликар.

## Биографија
Рођен је 1942. године у Великом Бечкереку. Завршио је Школу примењених уметности у Новом Саду и постдипломске студије на Факултету примењених уметности Универзитета уметности у Београду. Излаже групно и самостално. Добитник је Четврте априлске награде 1969, специјалне награде АПУ 1970, награде Дома војске у Београду 1971. и награде Удружења ликовних уметника примењених уметности и дизајнера Србије на Октобарском салону 1973. године.